# Yeonjun
Choi Yeon-jun (em coreano: 최연준 (hangul) / 崔研俊 (hanja); romaniz.: Choi Yeonjun (romanização revisada); Ch'oe Yŏnchun (McCune-Reischauer)); nascido em Seongnam, Gyeonggi, Coreia do Sul, em 13 de setembro de 1999), conhecido profissionalmente como Yeonjun (em coreano: 연준; romaniz.: Yeonjun (romanização revisada); Yŏnchun (McCune-Reischauer)) é um cantor, rapper, compositor e dançarino sul-coreano, membro da boy band TOMORROW X TOGETHER.

## Carreira
Em janeiro de 2019, Yeonjun foi o primeiro membro a ser anunciado para compor o TXT, segundo grupo masculino da Big Hit Entertainment. O vídeo de anúncio alcançou 500 mil visualizações em duas horas após o lançamento, entrando para o os trending topics do Twitter. Ele fez sua estreia oficial com o grupo em 4 de março de 2019 com seu mini-álbum de estréia, The Dream Chapter: Star.
Em 16 de fevereiro de 2021, Yeonjun participou da New York Fashion Week como modelo da marca sul-coreana "ul:kin" por meio da passarela digital Fall/Winter 2021 da Concept Korea at NYFW, desfile de moda patrocinado pelo governo sul-coreano com o objetivo de promover designers promissores do país.

## Discografia

### Composições
| Artista | Ano  | Canção                                                               | Álbum                              | Notas                   |
| ------- | ---- | -------------------------------------------------------------------- | ---------------------------------- | ----------------------- |
| TXT     | 2019 | "Can't We Just Leave The Monster Alive"                              | The Dream Chapter: Magic           | Compositor              |
| TXT     | 2019 | "Angel Or Devil"                                                     | The Dream Chapter: Magic           | Compositor              |
| TXT     | 2020 | "Fairy Of Shampoo"                                                   | The Dream Chapter: Eternity        | Compositor              |
| TXT     | 2020 | "Maze in the Mirror"                                                 | The Dream Chapter: Eternity        | Compositor              |
| TXT     | 2020 | "Drama"                                                              | The Dream Chapter: Eternity        | Compositor              |
| TXT     | 2020 | "PUMA"                                                               | The Dream Chapter: Eternity        | Compositor              |
| TXT     | 2020 | "Sweat"                                                              | -                                  | Produtor                |
| TXT     | 2020 | "Wishlist"                                                           | minisode1: Blue Hour               | Compositor              |
| TXT     | 2020 | "Blue Hour"                                                          | minisode1: Blue Hour               | Compositor              |
| TXT     | 2020 | "We Lost The Summer"                                                 | minisode1: Blue Hour               | Compositor              |
| TXT     | 2020 | "Way Home"                                                           | minisode1: Blue Hour               | Compositor              |
| TXT     | 2021 | "What if I had been that PUMA"                                       | The Chaos Chapter: FREEZE          | Compositor              |
| TXT     | 2021 | "No Rules"                                                           | The Chaos Chapter: FREEZE          | Compositor              |
| TXT     | 2021 | "Frost"                                                              | The Chaos Chapter: FREEZE          | Compositor              |
| TXT     | 2021 | "0X1=LOVESONG (I Know I Love You) feat. pH-1, Woodie Gochild, Seori" | The Chaos Chapter: FREEZE          | Remix da faixa original |
| TXT     | 2021 | "Moa Diary (Dubaddu Wari Wari)"                                      | The Chaos Chapter: FIGHT OR ESCAPE | Fansong                 |
| TXT     | 2021 | "LOSER=LOVER"                                                        | The Chaos Chapter: FIGHT OR ESCAPE | Compositor              |
| TXT     | 2021 | "Sweet Dreams"                                                       | -                                  | Christmas Carol         |
| ENHYPEN | 2021 | "Blockbuster"                                                        | Dimension: Dilemma                 | Compositor              |
| TXT     | 2022 | "Good Boy Gone Bad"                                                  | minisode 2: Thursday's Child       | Compositor              |
| TXT     | 2022 | "Lonely boy"                                                         | minisode 2: Thursday's Child       | Compositor              |
| TXT     | 2022 | "Trust Fund Baby"                                                    | minisode 2: Thursday's Child       | Compositor              |

Outras canções
| Ano  | Título        | Formato                     | Notas |
| ---- | ------------- | --------------------------- | ----- |
| 2020 | In My Blood   | Download digital, streaming | Cover |
| 2020 | Thank u, Next | Download digital, streaming | Cover |
| 2020 | Song Cry      | Download digital, streaming | Cover |
| 2020 | F2020         | Download digital, streaming | Cover |
| 2021 | Sriracha      | Download digital, streaming | Cover |
| 2021 | Stay          | Download digital, streaming | Cover |

## Filmografia

### Apresentador
| Ano  | Programa    | Rede      | Data                   |
| ---- | ----------- | --------- | ---------------------- |
| 2019 | Inkigayo    | SBS       | 17 de março            |
| 2019 | M Countdown | Mnet      | 21 de março            |
| 2019 | M Countdown | Mnet      | 24 de outubro          |
| 2019 | Music Bank  | KBS World | 28 de Junho            |
| 2022 | Inkigayo    | SBS       | 03 de abril – presente |

### Programas online
| Ano  | Título                      | Canal                     | Notas                        | Episódios  |
| ---- | --------------------------- | ------------------------- | ---------------------------- | ---------- |
| 2019 | TALK X TODAY                | V Live & YouTube          | Reality Show, 4 temporadas   | 30         |
| 2020 | TO DO X TOMORROW X TOGETHER | V Live, Weverse & YouTube | Programa de variedades       | Em emissão |
| 2020 | WeeklyTXT                   | AbemaTV                   | Reality Show semanal japonês | Em emissão |
| 2020 | TALK X TODAY : ZERO         | V Live & YouTube          | Reality show pré estreia     | 3          |

### Televisão
| Ano  | Título        | Canal | Notas       |
| ---- | ------------- | ----- | ----------- |
| 2019 | One Dream.TXT | Mnet  | 8 episódios |